# Голяма Индия
Голяма Индия обозначава историческия и географски обхват на всички политически субекти от Индийския субконтинент. От около 500 г. пр.н.е. разширяването на земите, както и на морската търговия в Азия е довежда до продължителна социално-икономическа и културна стимулация и дифузия на индуистки и будистки вярвания в регионалната космология, по-специално в Югоизточна Азия и Шри Ланка. В Централна Азия идеите са били предимно религиозни.
На север индийски религиозни идеи се превръщат в космология на хималайските народи, най-дълбоко в Тибет и Бутан. Будисткото монашеството стига до Афганистан, Узбекистан и други части на Централна Азия, а будистки текстове и идеи успешно достигат Китай и Япония на изток.